# Landesregierung Kaj Leo Johannesen II
Die zweite Landesregierung unter Kaj Leo Johannesen als Ministerpräsident wurde am 14. November 2011 gebildet, 2012 und 2013 jeweils einmal umgebildet und am 15. September 2015 entlassen. 

## Bildung und Zusammensetzung
Die achtköpfige Landesregierung setzte sich aus einer bürgerlich-konservativen Vierparteienkoalition zusammen, an der der Sambandsflokkurin und der Fólkaflokkurin mit jeweils drei Ministern, sowie der Miðflokkurin und der Sjálvstýrisflokkurin mit jeweils einem Minister beteiligt waren.
Die Regierung konnte sich anfangs auf eine komfortable Mehrheit von 19 Mandaten im 33 Abgeordnete zählenden Løgting stützen. Zwei kleine Regierungsumbildungen erfolgten 2012 und 2013. Jákup Mikkelsen wurde Mitte Februar 2012 durch Jacob Vestergaard als Fischereiminister ersetzt und am 5. September 2013 wurde Kári P. Højgaard als Innenminister entlassen. Seine Aufgaben wurden anderen Ministerien zugeteilt. Der Sjálvstýrisflokkurin zog sich daraufhin am 9. September 2013 aus der Regierung zurück.

## Mitglieder
Mitglieder der Landesregierung Kaj Leo Johannesen II vom 14. November 2011 bis zum 15. September 2015:
| Aufgabenbereich                        | Minister                                                           | Minister | Partei |
| -------------------------------------- | ------------------------------------------------------------------ | -------- | ------ |
| Ministerpräsident (Løgmaður) Äußeres   | Kaj Leo Johannesen                                                 |          | B      |
| Stellvertr. Ministerpräsident Soziales | Annika Olsen                                                       |          | A      |
| Finanzen                               | Jørgen Niclasen                                                    |          | A      |
| Gesundheit                             | Karsten Hansen                                                     |          | H      |
| Kultur                                 | Bjørn Kalsø                                                        |          | B      |
| Inneres                                | Kári P. Højgaard (ab Sept. 2013 unbesetzt)                         |          | D      |
| Fischerei                              | Jákup Mikkelsen (bis Febr. 2012) Jacob Vestergaard (ab Febr. 2012) |          | A      |
| Wirtschaft                             | Johan Dahl                                                         |          | B      |